# Theodor Gustav Neubert-Abendroth
Theodor Gustav Neubert-Abendroth (* vor 1830; † nach 1854) war ein österreichischer Sänger (Bariton), Kapellmeister, Kantor, Organist, Musikpädagoge und Komponist.

## Leben
Theodor Gustav Neubert-Abendroth war 1844 Sänger, zweiter Bariton, am Theater in Innsbruck. Der Musikredakteur Schwertlein erwähnte dies in der Ausgabe der Signale für die musikalische Welt vom Februar 1844. Weiter schrieb er, dass er zu diesem Zeitpunkt schon die Funktion eines Kapellmeisters mit Ehren an bedeutenden Bühnen ausgeübt hätte, und empfahl ihm auf Grund seiner Tüchtigkeit, seiner Bühnenerfahrung und seines trefflichen Spiels das Singen aufzugeben und wieder das Amt eins Kapellmeisters auszuüben. Dies erfolgte schon im nächsten Jahr, als er die Kapellmeisterstelle am Theater in Linz annahm. Bis 1848 hatte er dieses Amt mindestens ausgeübt, was aus diversen Kritiken in zeitgenössischen Musikzeitungen ersichtlich ist. So wird er noch in der Ausgabe der Wiener allgemeinen Musik-Zeitung vom 11. Januar 1848 in dieser Funktion aufgeführt. 1853 wurde er zum Zweiten Chormeister der Liedertafel „Frohsinn“ Linz gewählt. In diesem Zusammenhang wird er als unlängst gewesener Kapellmeister und evangelischer Kantor bezeichnet.  Das Amt als Kantor und Organist übte er an der dortigen Martin-Luther-Kirche aus. Daneben gründete er eine Mädchengesangschule für Anfängerinnen und zur höheren Ausbildung. Eine seiner Schülerinnen, die Sopranistin Antonia Mantrelli, debütierte bei einer Aufführung der Oper Der Vampyr von Heinrich Marschner in Linz am 31. Juli 1855. Von 1853 bis 1855 war er Dirigent des Linzer Musikvereins.

## Werke (Auswahl)
- Drei Gedichte von Adolf Schritt für Gesang mit Begleitung des Pianoforte. I Die Todte Liab Incipit: I such hin und her II Stadt und Land Incipit: Im Dörfl weit draussen III Mein erste Liab Incipit: Die Sonn’, die sonst so freundlich, Prag, Berra und Hoffmann, 1844[10][11]
- Messe, aufgeführt in Innsbruck 1844[1]
- Musik zu Der Unglückspeter, Lokales Charaktergemälde mit Gesang, einmalig am 8. März 1846 im Theater in der Leopoldstadt in Wien aufgeführt.[12] (Musik: Kapellmeister Abendroth; Zuordnung nicht gesichert)
- O mi Deus custodi quaesumus in F-Dur,  Offertorium für Basso Solo, mit Begleitung von 2 Violinen, Viola, Basso, zwei Clarinetten in B, zwei Hörnern in F und Orgel, vor 1850, im Bestand des Musikarchivs des Benediktinerstifts Lambach RISM ID: 1001099750